# بهداد اقبالی
بهداد اقبالی (زادهٔ ۱۶ اردیبهشت ۱۳۵۵) یک تاجر و سرمایه‌گذار ایرانی-آمریکایی است. او هم‌ بنیان‌گذار و مدیر عامل شرکت سرمایه‌گذاری کلیرلیک کپیتال است و همچنین مالک باشگاه فوتبال چلسی می باشد. طبق گزارش فوربز، ارزش خالص دارایی اقبالی تا ژانویه ۲۰۲۴، ۳.۸ میلیارد دلار بود. اقبالی اولین بار در سال ۲۰۲۱ در فهرست ۴۰۰ نفر برتر فوربز و لیست میلیاردرهای فوربز قرار گرفت.

## اوایل زندگی و تحصیلات
بهداد اقبالی در ایران متولد شد و در کودکی به همراه خانواده‌اش به ایالات متحده مهاجرت کرد. او تحصیلات خود را در رشته کارشناسی مدیریت کسب‌وکار در مدرسه کسب‌وکار هاس در دانشگاه کالیفرنیا (برکلی) به پایان رساند و مدرک کارشناسی خود را دریافت کرد.

## حرفه
بهداد اقبالی حرفه خود را در حوزه بانکداری سرمایه‌گذاری در گروه فناوری شرکت مورگان استنلی آغاز کرد. سپس به شرکت سرمایه‌گذاری خصوصی تی‌پی‌جی کپیتال در سان فرانسیسکو پیوست، جایی که تمرکز او بر خرید شرکت‌ها و احیای کسب‌وکارهای در حال رکود بود.
در سال ۲۰۰۶، بهداد اقبالی و خوزه ای. فلیسیانو شرکت کلیرلیک کپیتال را تأسیس کردند. طبق گزارش فایننشال تایمز در سال ۲۰۲۲، این شرکت به عنوان "یکی از سریع‌ترین شرکت‌های خرید و تملک در حال رشد جهان" توصیف شد.
در ماه مه ۲۰۲۲، کنسرسیومی از سرمایه‌گذاران به رهبری مشترک کلیرلیک کپیتال، باشگاه فوتبال چلسی را به مبلغ ۲.۳ میلیارد پوند خریداری کردند. پس از این معامله، کلیرلیک کپیتال حدود ۶۰ درصد از سهام باشگاه چلسی را در اختیار داشت. در میان اعضای کنسرسیوم، اقبالی به عنوان یکی از مالکان برجسته و قابل توجه تیم شناخته می‌شود.
اقبالی در هیئت مدیره چندین شرکت از جمله باشگاه فوتبال چلسی، کانونفلوئنس، کانستنت کانتکت، کرنراستون، دیجیکرت، دیلیجنت، ایگل ویو، ایوانتی، نیوفولد دیجیتال، پرفورس و کوئست، فعالیت می‌کند.

## زندگی شخصی
بهداد اقبالی در سال ۲۰۱۴ با جولیا هریس ازدواج کرد.